# Romano Trevisani
Romano Trevisani (San Lazzaro di Savena, 20 febbraio 1953 – Bologna, 6 maggio 2017) è stato un chitarrista italiano, noto soprattutto per le sue collaborazioni con Gianna Nannini, con la quale suonò nel tour di Latin Lover, Vasco Rossi, Eugenio Finardi, Loredana Bertè e con gli Stadio.

## Biografia
Con gli Stadio ha registrato l'LP Canzoni alla Stadio e partecipato ad alcuni concerti nel 1988. Ha inoltre suonato nel tour di Eugenio Finardi del 1983 durante il quale venne registrato il CD dal vivo Strade e l'anno seguente ha registrato, sempre con il cantautore milanese, l'album Colpi di fulmine.
In seguito ha collaborato con Vasco Rossi (Bollicine, Siamo solo noi) e ha suonato e supervisionato The Best Of Italo Disco (Vol 3,4,5) dei Max-Him. 
Ha inoltre suonato anche con il cantautore bolognese Andrea Mingardi, assieme al quale presiedeva la giuria del Festival delle Arti, concorso per giovani artisti nelle varie discipline ideato dallo stesso Mingardi.
Con gli Stadio ha suonato nel breve periodo compreso tra l'abbandono del gruppo da parte di Ricky Portera e l'arrivo di Andrea Fornili.
È morto suicida il 6 maggio 2017 all'età di 64 anni, sparandosi un colpo di pistola nella sua auto, parcheggiata a poca distanza dalla sua abitazione.